# 學力偏差值
學力偏差值是一種教育統計的理念，適用於日本高中職學生上的學力推估，可換算出排名成績。臺灣不流行此種制度，但依然可以運用此方式推測繁星推薦、免試申請的錄取落點。

## 公式
偏差値 {\displaystyle ={\frac {S-\mu }{\sigma }}\times 10+50}，其中 {\displaystyle S,\ \mu ,\ \sigma } 分別代表得分、平均值與標準差。

## 用意
偏差值与试卷难度无关，也与考试人数无关。
通常以50为平均值，75为最高值，25为最低值。
偏差值在50以上，属于较好成绩。偏差值在60以上，可以上较好的大学。
一般情況數值為75到25；可作為了解自己的能力依據，例如，偏差值70，有機會錄取東京大學、京都大學等舊帝國大學，或者早慶等私立名校。而偏差值50，則是一般考生的標準。